# Belaur
Belaur (em búlgaro:  Белаур) (m. 1336) foi um boiardo búlgaro e déspota de Vidim. Um dos mais habilidosos diplomatas da região dos Bálcãs em sua época, era irmão do czar Miguel Sismanes (r. 1323–1330) e filho de Sismanes de Vidim. Plamen Pavlov defende que o nome de Belaur é uma derivação do nome húngaro Béla e do título "ur" ("príncipe").

## História
Ele participou da campanha de Miguel Sismanes contra o Reino da Sérvia na desastrosa Batalha de Velesbudo como comandante da reserva juntamente com o déspota de Lovech João Alexandre, mas não chegou a entrar em combate. Porém, suas tropas foram suficientes para impedir a invasão sérvia. Ele liderou também a delegação búlgara que negociou com o rei Estêvão Uresis III. 
Belaur apoiou ativamente seu sobrinho, João Estêvão, filho de Miguel Sismanes com sua primeira esposa, Ana Neda, na sucessão ao trono búlgaro e tornou-se o principal conselheiro do novo tsar. Ele se recusou a reconhecer a deposição dele em 1331 e entrou em conflito com outro sobrinho, João Alexandre, que era filho de sua irmã Ceratza Petritza. No ano seguinte, ele separou a província de Vidin do governo central em Tarnovo e criou o Despotado de Vidim, provocando muitos problemas para João Alexandre, que teve ainda que enfrentar o Império Bizantino na Trácia.
Depois da derrota dos bizantinos na Batalha de Rusocastro em 1332, João Alexandre finalmente pôde se concentrar no tio. A guerra entre os dois durou cinco anos e terminou em 1336, quando o tsar enviou 10 000 soldados e derrotou Belaur numa batalha perto do rio Vit, retomando a autoridade sobre Vidin.